# Cantó de Champlitte
El cantó de Champlitte és un cantó francès del departament de l'Alt Saona, situat al districte de Vesoul. Té 8 municipis i el cap és Champlitte.

## Municipis
- Argillières
- Champlitte
- Courtesoult-et-Gatey
- Fouvent-Saint-Andoche
- Framont
- Larret
- Percey-le-Grand
- Pierrecourt

## Història
| Data d'elecció                           | Identitat        | Partit                     | Qualitat |
| ---------------------------------------- | ---------------- | -------------------------- | -------- |
| 1945-1949                                | M. Thévenin      | Divers droite              |          |
| 1949-1961                                | Charles Roche    | RPF, després divers droite |          |
| 1961-1967                                | André Capgras    | Divers droite              |          |
| 1967-1973                                | M. Callot        | Divers gauche              |          |
| 1973-1985                                | M. Henriot       | Divers gauche, després PS  |          |
| 1985-199.                                | Michel Valet     | Divers droite              |          |
| 199.-2004                                | Marcel Riff      | RPR                        |          |
| 2004-2011                                | Yvonne Gousserey | PS                         |          |
| 2011-                                    | Gilles Teuscher  | Divers droite              |          |
| les dades anteriors no són pas conegudes |                  |                            |          |
|                                          |                  |                            |          |

## Demografia
| A partir de 1990: Població sense dobles comptes |